# Islas Barchans
Las islas Barchans son un grupo de pequeñas islas cubiertas de nieve, que marcan el extremo oeste de las islas Argentina, frente a la costa oeste de la península Antártica.

## Historia y toponimia
Fueron cartografiadas por la Expedición Británica a la Tierra de Graham (BGLE), liderada por John Rymill, en febrero de 1935, y denominadas barchans porque las capas de nieve que cubren las islas se asemejan a dunas de arena en forma de media luna que se encuentran en varias regiones muy secas del mundo.

## Reclamaciones territoriales
Argentina incluye las islas en el departamento Antártida Argentina dentro de la provincia de Tierra del Fuego, Antártida e Islas del Atlántico Sur; para Chile forman parte de la comuna Antártica de la provincia Antártica Chilena dentro de la Región de Magallanes y de la Antártica Chilena; y para el Reino Unido integran el Territorio Antártico Británico. Las tres reclamaciones están sujetas a las disposiciones del Tratado Antártico.
Nomenclatura de los países reclamantes: 
- Argentina: islas Barchans[4][5]
- Chile: ¿?
- Reino Unido: The Barchans[3]